# Pesco-végétarisme

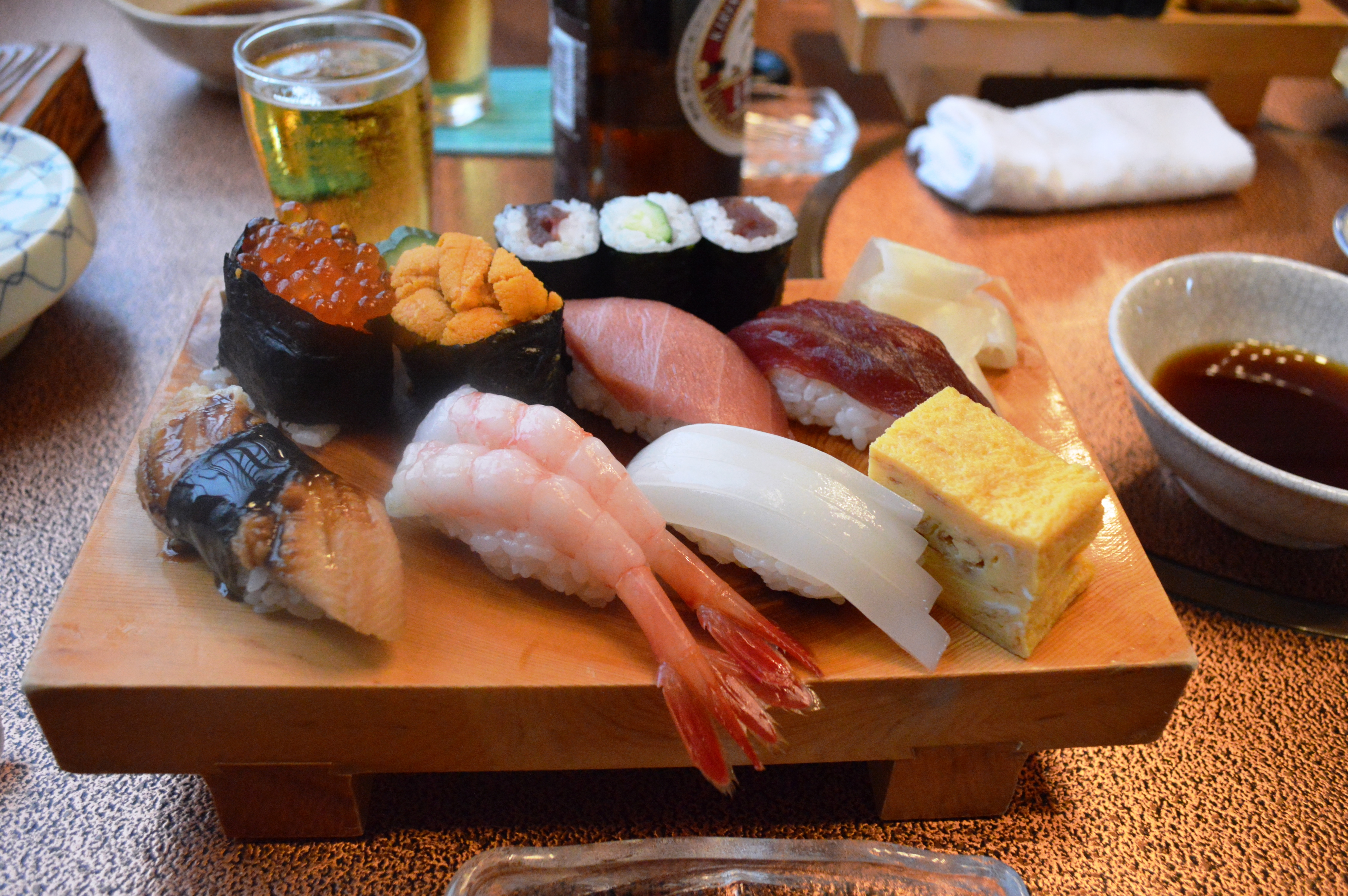
Un exemple d'alimentation pesco-végétarienne : les sushis.

Le pesco-végétarisme est une pratique alimentaire qui exclut la consommation de viande, mais inclut celle des poissons, crustacés et mollusques aquatiques.

## Histoire
Cette pratique était celle des Cathares.

## Terminologie
Le terme « pesco-végétarisme » se traduit en anglais par pesco-vegetarianism, pescetarianism ou pescatarianism. En français, le terme « pescétarisme » est également employé, notamment par les végétariens qui veulent éviter que le pesco-végétarisme soit perçu comme une forme de végétarisme,. En effet, le végétarisme exclut en principe la chair de tous les animaux, y compris marins,.
D'autres variantes semblables existent, par exemple le « pollo-végétarisme » (qui autorise la volaille). Ces variantes sont parfois rangées sous l'appellation de « semi-végétarisme ». Au contraire, l'ovo-végétarisme et le lacto-végétarisme sont des catégories plus restrictives du végétarisme, qui excluent respectivement les produits laitiers et les œufs.

## Santé
Plusieurs études ont été réalisées à partir d'une base de données portant sur plus de 77 000 personnes vivant aux États-Unis et au Canada et présentant des modes de vie similaires, alimentation mise à part. Ces études ont montré qu'au sein de ce groupe, les végétariens vivaient plus longtemps et étaient moins sujets à certaines maladies, la différence étant plus significative chez les hommes.
Parmi toutes les pratiques alimentaires considérées, le pesco-végétarisme était celle qui présentait le taux d'incidence le plus faible pour certains cancers, notamment le cancer colorectal. Les adeptes de cette pratique bénéficiaient également de la mortalité la plus faible,.
Des études menées sur d'autres cohortes aboutissent à la même conclusion.